# 烏ケ辻
烏ケ辻（からすがつじ）は、大阪府大阪市天王寺区にある町名。現行行政地名は烏ケ辻一丁目および烏ケ辻二丁目。

## 地理
天王寺区の東部に位置し、南に勝山、北に堂ケ芝、北西に松ケ鼻町、西に真法院町、東に生野区勝山北と接している。

## 世帯数と人口
2019年（平成31年）3月31日現在の世帯数と人口は以下の通りである。
| 丁目         | 世帯数  | 人口    |
| ------------ | ------- | ------- |
| 烏ケ辻一丁目 | 497世帯 | 984人   |
| 烏ケ辻二丁目 | 297世帯 | 702人   |
| 計           | 794世帯 | 1,686人 |

### 人口の変遷
国勢調査による人口の推移。
| 1995年（平成7年）  | 1,322人 | [ 5 ] |  |
| 2000年（平成12年） | 1,321人 | [ 6 ] |  |
| 2005年（平成17年） | 1,290人 | [ 7 ] |  |
| 2010年（平成22年） | 1,374人 | [ 8 ] |  |
| 2015年（平成27年） | 1,796人 | [ 9 ] |  |

### 世帯数の変遷
国勢調査による世帯数の推移。
| 1995年（平成7年）  | 556世帯 | [ 5 ] |  |
| 2000年（平成12年） | 668世帯 | [ 6 ] |  |
| 2005年（平成17年） | 647世帯 | [ 7 ] |  |
| 2010年（平成22年） | 731世帯 | [ 8 ] |  |
| 2015年（平成27年） | 894世帯 | [ 9 ] |  |

## 事業所
2016年（平成28年）現在の経済センサス調査による事業所数と従業員数は以下の通りである。
| 丁目         | 事業所数  | 従業員数 |
| ------------ | --------- | -------- |
| 烏ケ辻一丁目 | 92事業所  | 1,047人  |
| 烏ケ辻二丁目 | 39事業所  | 744人    |
| 計           | 131事業所 | 1,791人  |

## 交通
- 玉造筋
- 勝山通

## 施設
- 第二大阪警察病院
- 大阪市立大阪ビジネスフロンティア高等学校
- 神戸医療福祉大学 大阪天王寺キャンパス
- 大阪市立五条運動場

## その他

### 日本郵便
- 〒543-0042[3]（集配局：天王寺郵便局[11]）